# Diktat
Diktat est un terme venant d'un mot allemand (Diktat) signifiant « chose dictée ».
Diktat est le terme utilisé pour qualifier le traité de Versailles, imposé sans négociation, en 1919, à l'Allemagne, par les vainqueurs de la Première Guerre mondiale.

## Origine
L'expression trouverait ses origines dans le dictatus papæ, qui tente de résoudre la lutte du sacerdoce et de l'Empire dans le Saint-Empire romain germanique.
Aujourd'hui, elle fait davantage référence au traité de Versailles du 28 juin 1919. En effet, habituellement, à la suite d'une capitulation, vainqueurs et armées défaites se retrouvaient pour discuter du sort des vaincus. Mais cette fois, et de façon assez unique dans l'histoire, le Reich allemand n'est pas convié à participer aux discussions. Son sort est exclusivement remis entre le Conseil des Quatre : Lloyd Georg (Grande-Bretagne), Vittorio Orlando (Italie), Georges Clemenceau (France) et Woodrow Wilson (États-Unis).

## Sens actuel
Le terme a acquis un sens nettement péjoratif, pour désigner une volonté dictée par un étranger ou une puissance étrangère. Il est synonyme de « Imposer ses valeurs », « donner des ordres » et est souvent utilisé comme « lancer un diktat ».